# Glorieta (Tarragona)
Glorieta es una localidad perteneciente al municipio de Pasanant, en la provincia de Tarragona, comunidad autónoma de Cataluña, España. En 2019 contaba con 4 habitantes.